# 베스트! 모닝구무스메 20th Anniversary
베스트! 모닝구무스메 20th Anniversary(ベスト! モーニング娘。20th Anniversary, Best Morning Musume 20th Anniversary)는 2019년 3월 13일에 발매된 모닝구무스메의 일곱 번째 베스트 앨범이다. 「모닝구무스메'19」 명의로 발매된다.

## 참여 멤버
- 5기 : 다카하시 아이, 니이가키 리사
- 6기 : 카메이 에리, 미치시게 사유미&다나카 레이나
- 7기 : 쿠스미 코하루
- 8기 : 미츠이 아이카, 쥰쥰, 링링
- 9기 : 후쿠무라 미즈키, 이쿠타 에리나, 사야시 리호, 스즈키 카논
- 10기 : 이이쿠보 하루나, 이시다 아유미, 사토 마사키, 쿠도 하루카
- 11기 : 오다 사쿠라
- 12기 : 오가타 하루나, 노나카 미키, 마키노 마리아, 하가 아카네
- 13기 : 카가 카에데, 요코야마 레이나
- 14기 : 모리토 치사키

## 차트 및 판매량
- 주간최고순위 1위 (오리콘 차트)